# Thomas Gogois
Thomas Gogois, né le 24 juin 2000 à Amiens, est un athlète français spécialiste du triple saut.

## Biographie
Champion de France cadet 2017, il se classe cette même année 12e des championnats du monde jeunesse.
Il termine au pied du podium des championnats d'Europe juniors de 2019.
En 2021, il décroche la médaille de bronze des championnats d'Europe espoirs à Tallinn en réalisant 16,65 m.
En 2022, il remporte les titres de champion de France espoir en salle et en plein air. Il se classe par ailleurs deuxième des championnats de France en salle 2022, derrière Melvin Raffin.
Le 11 juin 2024, il remporte la médaille de bronze lors des Championnats d'Europe à Rome , établissant un nouveau record personnel avec 17,38 m et réalisant les minima de qualification pour les Jeux olympiques.

## Palmarès

### International
| Date | Compétition                   | Lieu    | Résultat | Marque  |
| ---- | ----------------------------- | ------- | -------- | ------- |
| 2021 | Championnats d'Europe espoirs | Tallinn | 3e       | 16,65 m |
| 2024 | Championnats d'Europe         | Rome    | 3e       | 17,38 m |

### National
- Championnats de France d'athlétisme :
  - Triple saut : 3e en 2024
- Championnats de France d'athlétisme en salle :
  - Triple saut : 2e en 2022 et 2025

## Records
| Épreuve     | Performance | Lieu | Date         |
| ----------- | ----------- | ---- | ------------ |
| Triple saut | 17,38 m     | Rome | 11 juin 2024 |